# ملت چیست
'ملت چیست؟' (فرانسوی: Qu'est-ce qu'une nation؟)  سخنرانی توسط ارنست رنان  در سال 1882 در دانشگاه سوربن است که به دلیل اهمیت آن مکرراً در آثار تاریخی و علوم سیاسی مربوط به ملی گرایی و هویت ملی نقل میشود. او نقش نژاد و زبان و دین را در تعریف ملیت رد می‌کند و ملت را یک موجود معنوی تعریف می‌کند که از دو عنصر تشکیل شده است: اول خاطره مشترک و دوم میل پیوسته آدمیان به هم‌زیستی.  او رنجهای مشترک را بهمان اندازه مهم میداند که موفقیتهای مشترک مهم هستند. از نظر او هرچند ملت گذشته‌ای دارد اما در اکنون و واقعیت ملموس وجود دارد. یک میل به ادامه هم‌زیستی است و مثل یک همه‌پرسی هر روزه است.

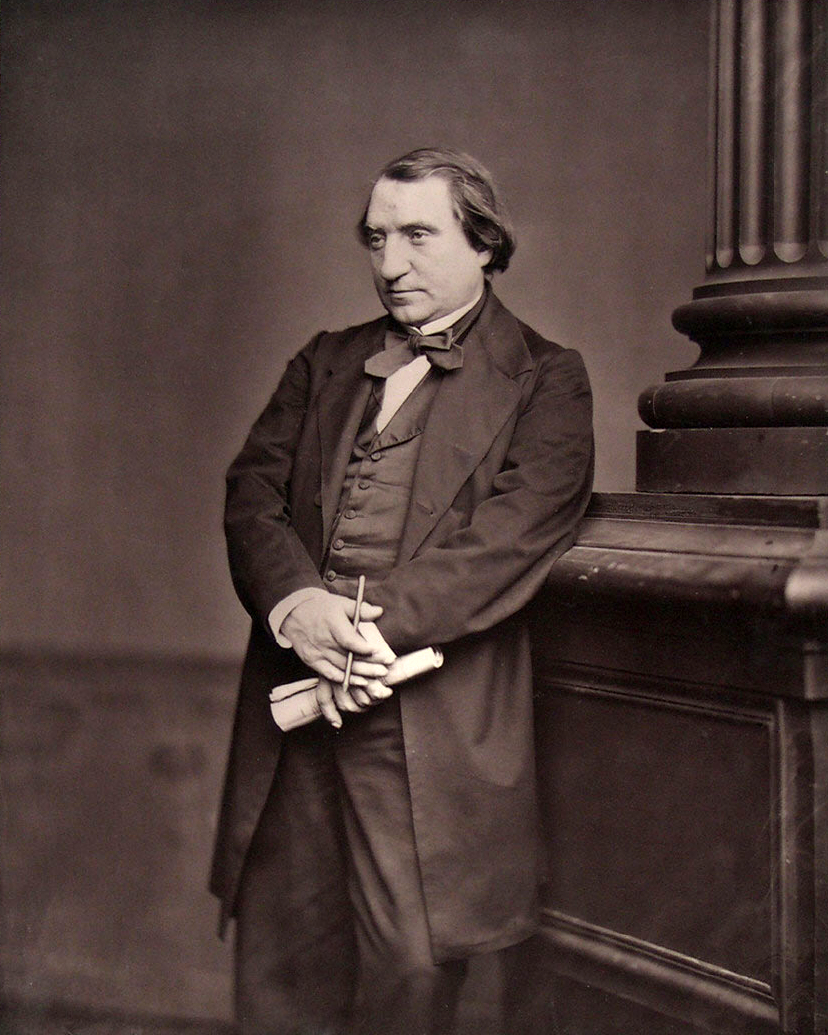
رنان

## ملیت در زمان رنان
رنان میگوید یک سردرگمی مکرر بین ایده ملی و گروه بندی های نژادی یا زبانی وجود دارد، این می تواند 'بزرگترین اشتباهات' را ایجاد کند. بگفته خود یک معاینه کالبد شکافی، به شیوه ای بی طرفانه انجام میدهد.
او ادعا می کند که کشورهای موجود در زمان نگارش مقاله در سال 1882، مانند فرانسه، آلمان، بریتانیا و روسیه، برای صدها سال به حیات خود ادامه خواهند داد و هر ملتی که بخواهد بر آنها تسلط یابد، به سرعت به کشور خود رانده خواهد شد چون تغییر مرزها توسط ائتلافی از کشورها و یا  ایجاد امپراتوریهای جدید غیرممکن شده است.
رنان معتقد است که ملت‌ها از نیازهای مشترک مردمی که متشکل از گروه‌های اجتماعی مختلف هستند که به دنبال «هویت جمعی» هستند، توسعه یافته‌اند. او قرن هجدهم را به خاطر دستاوردهای مربوط به بشریت و احیای هویت ناب انسان، هویتی که عاری از تصورات نادرست و اختلافات اجتماعی است، می ستاید. رنان این نظریه را که نژاد اساس اتحاد مردم است بی اعتبار می کند. توجه به این نکته ضروری است که فرانسه در طول انقلاب فرانسه و حکومت ناپلئون از نظر قومی کاملاً متنوع بود، اما با این وجود توانست زمینه را برای ناسیونالیسم فراهم کند. رنان همچنین تاکید می‌کند که نه زبان و نه دین مبنایی برای همبستگی نیستند، زیرا زبان «مردم را به اتحاد دعوت می‌کند، اما آنها را مجبور به انجام کاری نمی‌کند» و «دین به یک امر فردی تبدیل شده است». برای مثال، ایالات متحده و بریتانیا هر دو انگلیسی صحبت می‌کنند، اما یک ملت واحد و متحد را تشکیل نمی‌دهند و کشورها دیگر بر اساس مفهوم ادیانی که علیه یکدیگر عمل می‌کنند عمل نمی‌کنند و مردم را مجبور نمی‌کنند یک دین ملی را انتخاب کنند.
رنان معتقد بود که عنصر منحصربه‌فرد تجربه‌ی ملت‌سازی اروپایی ترکیبی از نژادها، خاستگاه‌ها و مذاهب است که در آن مردم فاتح اغلب آیین و آداب را می‌پذیرفتند و با زنان افرادی که تسخیر می‌کردند، ازدواج می‌کردند. به عنوان مثال، «در پایان یک یا دو نسل، مهاجمان نورمن از بقیه مردم قابل تشخیص نبودند». با این وجود، آنها تأثیر عمیقی داشتند و اشراف عاداتی را که قبلاً در انگلستان وجود نداشت، به همراه آوردند.

## اهمیت فراموشی
سپس رنان یکی از مشهورترین ایده های این مقاله را بیان می کند: «فراموشی و حتی می توانم بگویم خطای تاریخی، در ایجاد یک ملت ضروری است.»[2] پژوهش تاریخی با آشکار ساختن حقایق ناخواسته، حتی می تواند ملت را به خطر بیندازد. همه ملت ها بر روی اعمال خشونت آمیز گذشته بنا شده اند که سپس فراموش می شوند. «وحدت همیشه با وحشیگری به دست می‌آید: پیوستن شمال فرانسه به جنوب نتیجه نزدیک به یک قرن نابودی و وحشت بود».[3] او معتقد است که مردم در خاطرات خود از رنج مشترک نیز با هم متحد می شوند زیرا کاهش غم و اندوه مستلزم 'تلاش مشترک' است که به عنوان پایه ای برای اتحاد عمل می کند. اعضای یک جامعه وقتی می توانند در شرایط نامطلوب زنده بمانند، احساس می کنند که کار بزرگی را انجام داده اند. او نمونه‌هایی از کشورهایی مانند ترکیه و بوهمیا می‌آورد که در آن‌ها قشربندی سختی وجود دارد، یا جوامع مختلف در مقابل یکدیگر بازی می‌کنند، و در آن‌ها همگن‌سازی گروه‌های مختلف امکان‌پذیر نبود و منجر به شکست ملیت می‌شود. این منجر به یکی از متداول ترین عبارات نقل شده در مقاله می شود:
با این حال، جوهر یک ملت این است که همه افراد در بسیاری از چیزها مشترک هستند و همچنین بسیاری از چیزها را فراموش کرده اند. هیچ شهروند فرانسوی نمی داند که آیا بورگوندی است، آلان، تایفل یا ویزیگوت است، با این حال هر شهروند فرانسوی باید قتل عام سنت بارتولمه یا قتل عام در جنوب در قرن سیزدهم را فراموش کرده باشد.

## رد مبانی غلط ملیت
او با نژاد شروع می کند، که برای ملت هایی مانند فرانسه شکست می خورد، زیرا 'سلت، ایبری، آلمانی... نجیب ترین کشورها، انگلیس، فرانسه و ایتالیا، آنهایی هستند که خون در آنها بیشتر در هم آمیخته است. او سپس زبان را به‌عنوان پایه‌ای برای وحدت ملی مورد حمله قرار می‌دهد، زیرا «ما را دعوت می‌کند اما ما را مجبور نمی‌کند [sic] متحد شویم». بسیاری از کشورها، مانند سوئیس، میزبان سخنوران هر تعداد زبان هستند، در حالی که بسیاری از کشورهایی که زبان مشترک دارند، با این وجود متمایز هستند. همچنین ملیت مدرن مبتنی بر مذهب نیست، که به گفته رنان، در حال حاضر بر اساس باورهای فردی انجام می شود. 'شما می توانید فرانسوی، انگلیسی، آلمانی، در عین حال کاتولیک، پروتستان، یهودی، و یا هیچ دینی نباشید.' جغرافیا و منافع متقابل به طور مشابه نمی توانند ملت را تعریف کنند، زیرا ملت ها اغلب با محدودیت های اجتماعی یا جغرافیایی عظیم از هم جدا شده اند: «کوه ها نمی دانند چگونه کشورها را بسازند». رنان با این نتیجه که این اشتراکات در تعریف ملت ناکافی است، به بیان ملیت در قالب خود می‌پردازد.

## یک 'اصل معنوی'
رنان نتیجه می گیرد که:
ملت یک روح است، یک اصل معنوی. دو چیز که به تعبیر درست یکی هستند، این روح، این اصل معنوی را تشکیل می دهند. یکی گذشته، دیگری زمان حال. یکی داشتن مشترک میراث غنی از خاطرات است. دیگری رضایت فعلی، تمایل به زندگی مشترک، تمایل به ادامه سرمایه گذاری در میراثی است که به طور مشترک دریافت کرده ایم. مسیوها، انسان بداهه نمی گوید. ملت نیز مانند فرد، حاصل گذشته ای طولانی از تلاش ها، فداکاری ها و فداکاری هاست. در میان همه فرقه ها، فرقه اجدادی مشروع ترین است: اجداد ما ما را آن چیزی که هستیم ساخته اند. گذشته قهرمانانه با مردان بزرگ و شکوه (منظورم شکوه واقعی است) سرمایه اجتماعی است که ایده ملی بر آن استوار است. اینها شرایط ضروری مردمی بودن است: داشتن افتخارات مشترک در گذشته و اراده برای ادامه آنها در حال. با هم چیزهای بزرگی ساخته اند و آرزو دارند دوباره آنها را بسازند. انسان به نسبت فداکاری هایی که انجام داده و گرفتاری هایی که کشیده است، عشق می ورزد. آدم عاشق خانه ای است که ساخته و از آن می گذرد. شعار اسپارتی ها، «ما همانی هستیم که تو بودی. ما همانی خواهیم بود که تو هستی»، در سادگی، سرود مختصر هر سرزمین پدری است.
بنابراین، وحدت ملی بر حافظه مشترک افتخارات گذشته و جاه طلبی مشترک برای دستاوردهای آینده استوار است.

## اهمیت میل به ادامه همزیستی
به گفته رنان، عنصر بسیار مهم تمایل به ادامه است:
وجود یک ملت یک همه‌پرسی روزانه است، همانطور که تداوم وجود یک فرد تأیید همیشگی زندگی است.
رنان به این نتیجه می‌رسد که «یک ملت هرگز نفع واقعی در الحاق یا حفظ منطقه‌ای دیگر بر خلاف میل مردمش ندارد». مناطقی مانند ایالت ها یا استان هایی که مایل به جدایی هستند، باید اجازه این کار را از کل ملت داشته باشند.  رنان می گوید که ملیت یک مفهوم ابدی نیست، بلکه در طول زمان تغییر می کند. «یک کنفدراسیون اروپایی احتمالاً جایگزین کشورهای امروزی خواهد شد». با این حال، در زمان کنونی، وجود کشورهای جداگانه در خدمت تضمین آزادی است، به نحوی که اگر کل جهان تحت یک قانون و یک ارباب خدمت کند، از بین می رود. 'هر کدام یک نت به کنسرت بزرگ بشریت می آورد...'
رنان سوئیس را نمونه بارز ملتی می‌داند که با اراده آزاد تأسیس شده است: سوئیس، بسیار خوب ساخته شده است، از آنجایی که با رضایت بخش های مختلف او ساخته شده است، تعداد سه یا چهار زبان دارد. چیزی برتر از زبان مشترک است، یعنی اراده مشترک. استدلال رنان در اصطلاح آلمانی Willensnation ('ملت با اراده') خلاصه شد، که برای توصیف وضعیت سوئیس به عنوان یک ایالت فدرال با انتخاب، و نه در امتداد مرزهای قومی استفاده می‌شود.